# Partit de la Llibertat (Lituània)
El Partit de la Llibertat (en lituà: Laisvės Partija) és un partit polític de Lituània

## Història
Fundat l'1 de juny de 2019 i dirigit per l'ex membre del Moviment dels Liberals Aušrinė Armonaitė. El partit té les seves arrels a la llista de l'alcalde de Vilnius, Remigijus Šimašius, "Per Vilnius, de la qual estem orgullosos!", que va guanyar les eleccions al consell i a l'alcaldia de la capital lituana. El partit va ser acceptat com a membre de ple dret de l'Aliança de Liberals i Demòcrates per Europa a l'octubre del 2019.
Com que cap partit o coalició electoral va aconseguir la majoria absoluta a les eleccions legislatives lituanes de 2020 es va formar un govern de coalició. El 15 d'octubre, quatre dies després de la primera volta, els líders de la Unió Patriòtica - Democristians Lituans, el Moviment Liberal i el Partit de la Llibertat formar un govern de coalició encapçalat com a primera ministra per Ingrida Šimonytė, que va prendre possessió del càrrec el 25 de novembre de 2020. A les eleccions legislatives lituanes de 2024 no va aconseguir representació i Šimonytė va presentar la seva renúncia al liderat.

## Ideari
Segons el programa del Partit de la Llibertat, el partit defensa el següent:
- Legalització del matrimoni homosexual.
- Neutralitat de carboni per a l'any 2040.
- Despenalització de drogues.
- Possibilitat de fer el servei militar com a servei civil, per exemple, a hospitals o escoles.

## Resultats electorals

### Seimas
| Any  | Líder             | Vots    | %    | Escons   | +/- | Pos. | Govern            |
| ---- | ----------------- | ------- | ---- | -------- | --- | ---- | ----------------- |
| 2020 | Aušrinė Armonaitė | 107.093 | 9,11 | 11 / 141 | 10  | 5è   | Coalició          |
| 2024 | Aušrinė Armonaitė | 55,845  | 4.62 | 0 / 141  | 11  | 7è   | Extraparlamentari |

### Parlament Europeu
| Any  | Líder           | Vots   | %        | Escons | +/– | Grup |
| ---- | --------------- | ------ | -------- | ------ | --- | ---- |
| 2024 | Dainius Žalimas | 54,797 | 8.1 (#4) | 1 / 11 | 1   | RE   |